# أرك برودكشين
أرك برودكشين (بالإنجليزية: Arc Productions)‏ هي شركة كندية لإنتاج المؤثرات البصرية والأفلام المتحركة مقرها مدينة تورونتو يملك غالبية اسهمها مجموعة استثمار كندية.

## البرامج والأفلام
- برنامج مات هاتر
- الساعقه المخيفه
- ميمي اها
- كتاب الادغال 《مغامرات في الغابة》
- عجائب الهند (الجزء الأول)
- عجائب الهند (الجزءالثاني)
- الهند بلد الالف ديانة وديانة

‌

## وصلات خارجية
- أرك برودكشين على موقع IMDb (الإنجليزية)